# Rue des Bergers
Ne doit pas être confondu avec Rue Berger.
La rue des Bergers est une rue du 15e arrondissement de Paris.

## Situation et accès
La rue des Bergers est une voie publique située dans le 15e arrondissement de Paris. Elle débute au 33, rue Cauchy (en face de l'enceinte du cimetière de Grenelle) et se termine 60 rue de Javel.
Elle est traversée par la rue de la Convention, la rue Sébastien-Mercier et la rue des Cévennes

## Origine du nom
Les historiens de Paris Gustave Pessard et Jacques Hillairet écrivent qu'il existait un lieu-dit Les Bergers mais il n'en est pas reporté de tel au cadastre de 1845. Si l'hypothèse est vérifiée, les prés concernés étaient au bout de la rue, c'est-à-dire sur la commune d'Issy. Félix de Rochegude pense que les pâturages bordant la voie ont suffi à nommer la rue qui les traversait autrefois. Selon Lucien Lambeau, la voie, ouverte en 1832 au lieu-dit les Belles Noix, menait aux pâtures de la plaine de Grenelle

## Historique
Cette ancienne rue de la commune de Grenelle, qui portait déjà son nom dans les années 1840, est annexée à Paris en 1860.
Elle a intégré la nomenclature des rues de Paris par décret du 24 juin 1868.

## Bâtiments remarquables et lieux de mémoire
- Au no 47, université Paris 1, Panthéon-Sorbonne, centre d'arts plastiques et sciences de l'art (UFR 04- Centre Saint-Charles) [6].
- La rue, côté nord, est orientée vers la tour Eiffel, et côté sud, vers le cimetière de Grenelle.
- Au no 4, ancienne boutique de fleurs By Dani, ouverte en 2009 par la chanteuse Dani[7].

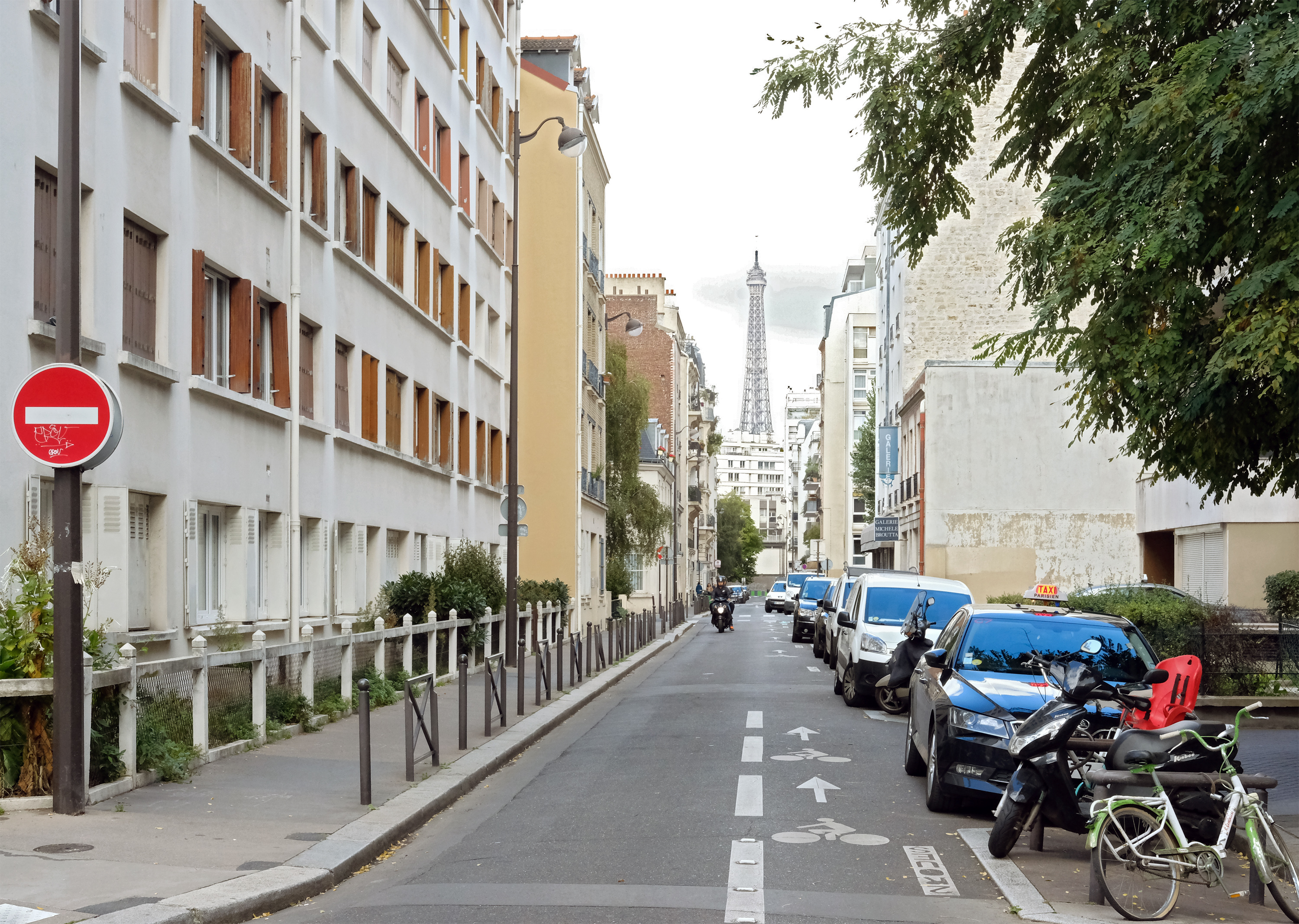
L'axe de la rue, vers le nord.
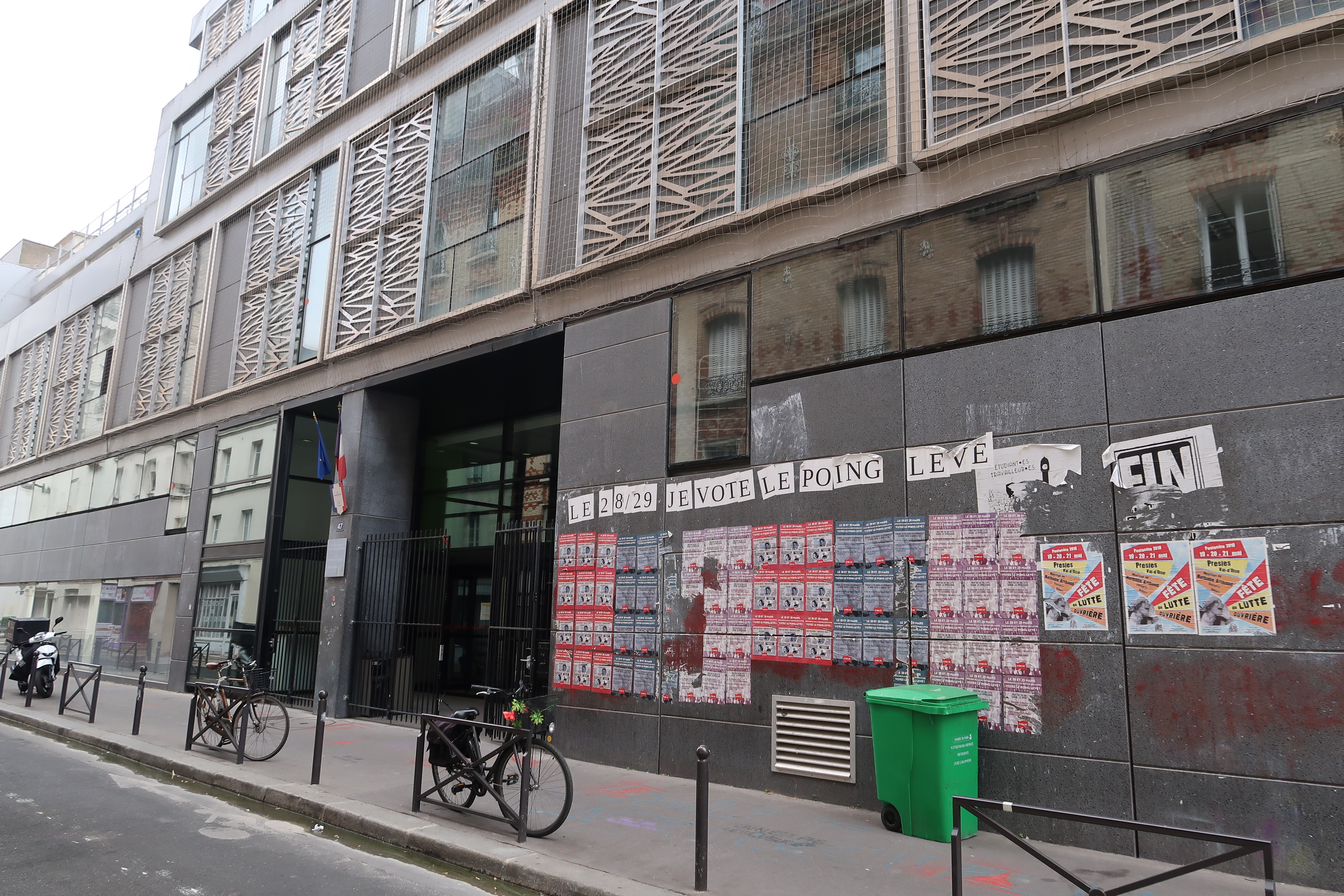
No 47.